# Maximiliano Romero
Maximiliano Samuel Romero, né le 9 janvier 1999 à Moreno, Buenos Aires en Argentine, est un footballeur argentin qui évolue au poste d'attaquant à O'Higgins, en prêt d'Argentinos Juniors.

## Carrière

### Vélez Sarsfield
Formé au Vélez Sarsfield, club dans lequel il évolue en jeunes pendant 10 ans, Maximiliano Romero débute avec les pros le 9 février 2016, lors d'un match de championnat contre le CA Sarmiento. Son équipe s'incline sur le score de 1-0. Il inscrit son premier but lors d'une défaite 1-4 contre l'équipe du CD Godoy Cruz, le 4 avril 2016.
Lors de l'année 2017, il inscrit deux doublés en championnat, tout d'abord sur la pelouse du Club Atlético Tigre (victoire 0-3), puis lors de la réception de l'Atlético Tucumán (victoire 2-0).

### PSV Eindhoven
Repéré par de nombreux clubs européens, Romero s'engage avec le PSV Eindhoven durant le mercato hivernal de janvier 2018 pour un contrat courant jusqu'en juin 2023. Freiné par une blessure aux adducteurs dès son arrivée, il ne fait sa première apparition en championnat que le 11 août 2018, lors d'une victoire de son équipe 4 buts à 0 contre le FC Utrecht.
Le 28 novembre 2018, il fait ses débuts en Ligue des champions, en entrant en jeu à la place de Steven Bergwijn contre le FC Barcelone. Le PSV s'incline sur le score de 1-2.

### Retour en Argentine
Pour la saison 2019-2020, Romero est prêté à son club formateur du Vélez Sarsfield.
Le 25 juin 2022, après avoir prolongé son contrat au PSV Eindhoven jusqu'en juin 2024, Romero est prêté pour une saison au Racing Club.
En janvier 2024, alors qu'il est également courtisé par le CA Peñarol, il rejoint finalement le Argentinos Juniors sous la forme d'un prêt.

## Palmarès

### En club
PSV Eindhoven
- Coupe des Pays-Bas (1) :
  - Vainqueur en 2022.